# جاش ادموندسون
جاش ادموندسون (انگلیسی: Josh Edmondson؛ زادهٔ ۶ ژوئیهٔ ۱۹۹۲) دوچرخه‌سوار اهل بریتانیا است.
از باشگاه‌هایی که در آن بازی کرده‌است می‌توان به تیم اسکای اشاره کرد.